# Speed Download
Speed Download — условно-бесплатный менеджер загрузок и FTP-клиент для macOS с закрытым исходным кодом, разработанный «YAZSOFT». Более недоступен на сайте разработчика, вместо него предлагают скачать его аналог, Folx.

## Описание
Как и все другие программы подобного рода утилита Speed Download предназначена для загрузки файлов из Интернета или локальной сети.
Speed Download является современным менеджером закачек для операционной системы macOS, который практически не отличается от других программ подобного рода, позволяет интегрироваться в браузер Safari, а также оперативно организовать и управлять загрузками iTunes, имеет достаточно мощный и эффективный FTP-клиент.
Менеджер загрузок способен закачивать файлы по протоколам ftp и http, интегрироваться с антивирусами и проверять ими скачанные файлы на наличие вирусов и шпионских модулей после загрузки в систему, поддерживает работу с RSS, а также совместим для работы с YouTube.
Был совместим с более не существующим сервисом RapidShare.
Ко всем прочим возможностям, можно отметить поддержку p2p сети для обмена файлами между пользователями с поддержкой надёжного шифрования.

## Возможности
- Поддержка Macintosh/WebDAV/IDisk.
- Встроенный FTP-клиент.
- Планировщик задач (загрузка неограниченного количества файлов по расписанию в разное время суток).
- Одновременная загрузка файлов в несколько потоков.
- Антивирусная проверка.
- Возобновление загрузки файла с последнего места его разрыва.
- Сортировка и организация файлов по соответствующим папкам.
- Плагины.
- Интеграция в Safari, Mozilla Firefox (с плагином) и iTunes.
- Групповая загрузка файлов с веб-страницы.
- Мониторинг URL ссылок в буфере обмена.
- Поддержка протокола BitTorrent.
- Многоязычная поддержка языков (включая русский язык).